# Kirchenruine Rodna

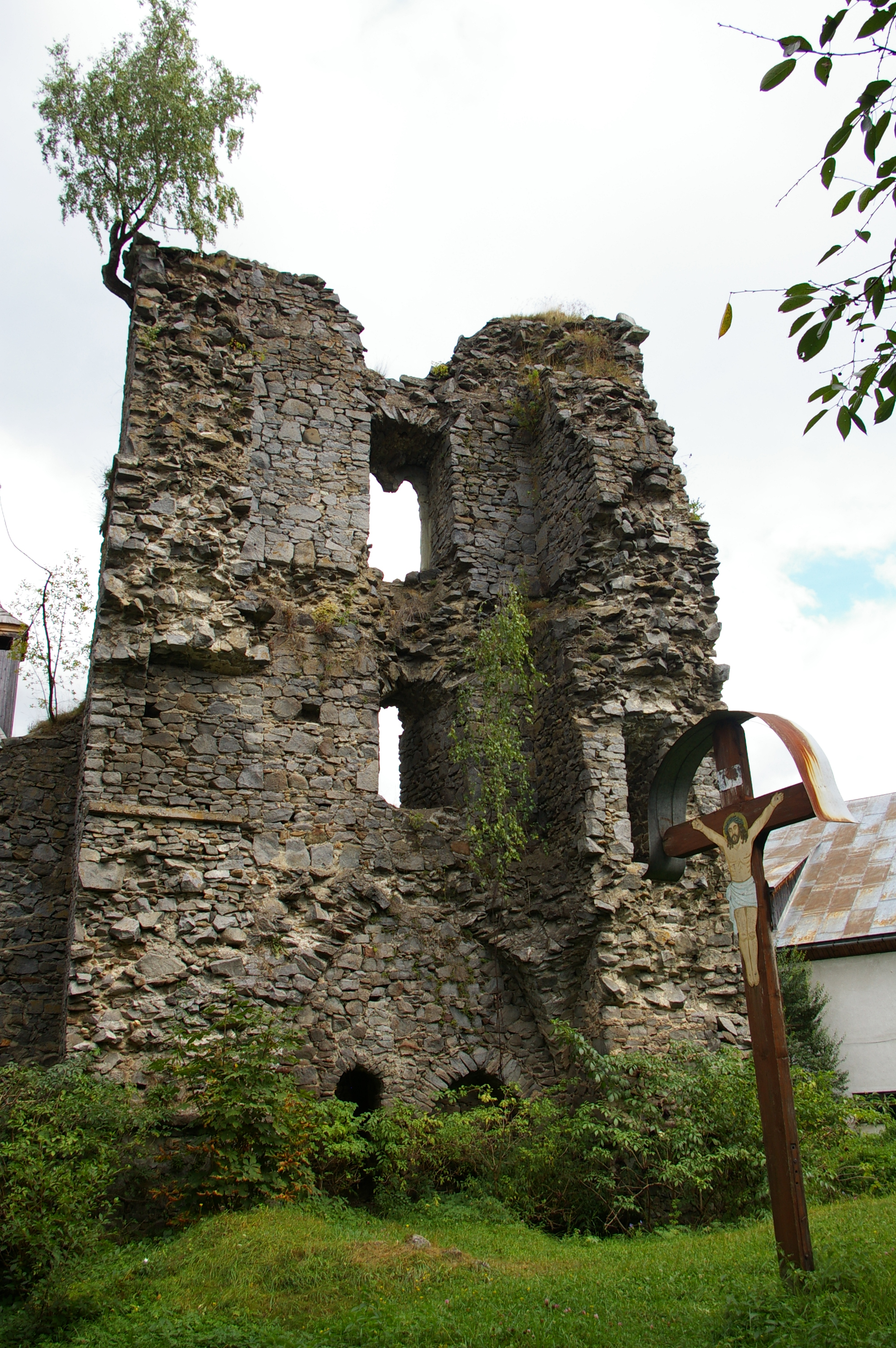
Turmruine Rodna, Ansicht von NW (2010)

Die Kirchenruine Rodna, eine einst turmlose romanische Basilika, befindet sich in der Gemeinde Rodna (Alt-Rodna) im Norden Siebenbürgens, Kreis Bistrița-Năsăud, Rumänien.

## Kirche
Die Kirche Hl. Maria war eine romanische Basilika mit Mittelschiff und Seitenschiffen. Im Osten schloss sich ein Chorraum an. Teile der romanischen Substanz haben sich bis heute erhalten. In der zweiten Hälfte des 13. Jahrhunderts wurde im Westen der Basilika eine Zweiturmfassade errichtet. Aus dieser Bauphase stammen auch die gotischen Details.

## Geschichte
Die Ende des 12., Anfang des 13. Jahrhunderts wurde die Kirche von den Siebenbürger Sachsen in Rodna errichtet. Nach der Zerstörung von Rodna durch die Tataren am 31. März 1241 verschleppten diese die deutschen Bergleute in die Mongolei. Die Basilika wurde erneut aufgebaut und diente zeitweise auch als Grenzburg zum Schutz des Passes in die Moldau und das Komitat Máramaros (Maramuresch).
Der Ort Rodna, im historischen Bistritzer Distrikt, verlor seine sächsischen Einwohner zwischen 1766 und 1812; ab 1812 wurde der Chor von der griechisch-katholischen Gemeinde verwendet. Nach unterschiedlichen Angaben wurde 1825 oder 1859 über dem Fundament des Chores die alte rumänische Kirche errichtet.

## Bilder

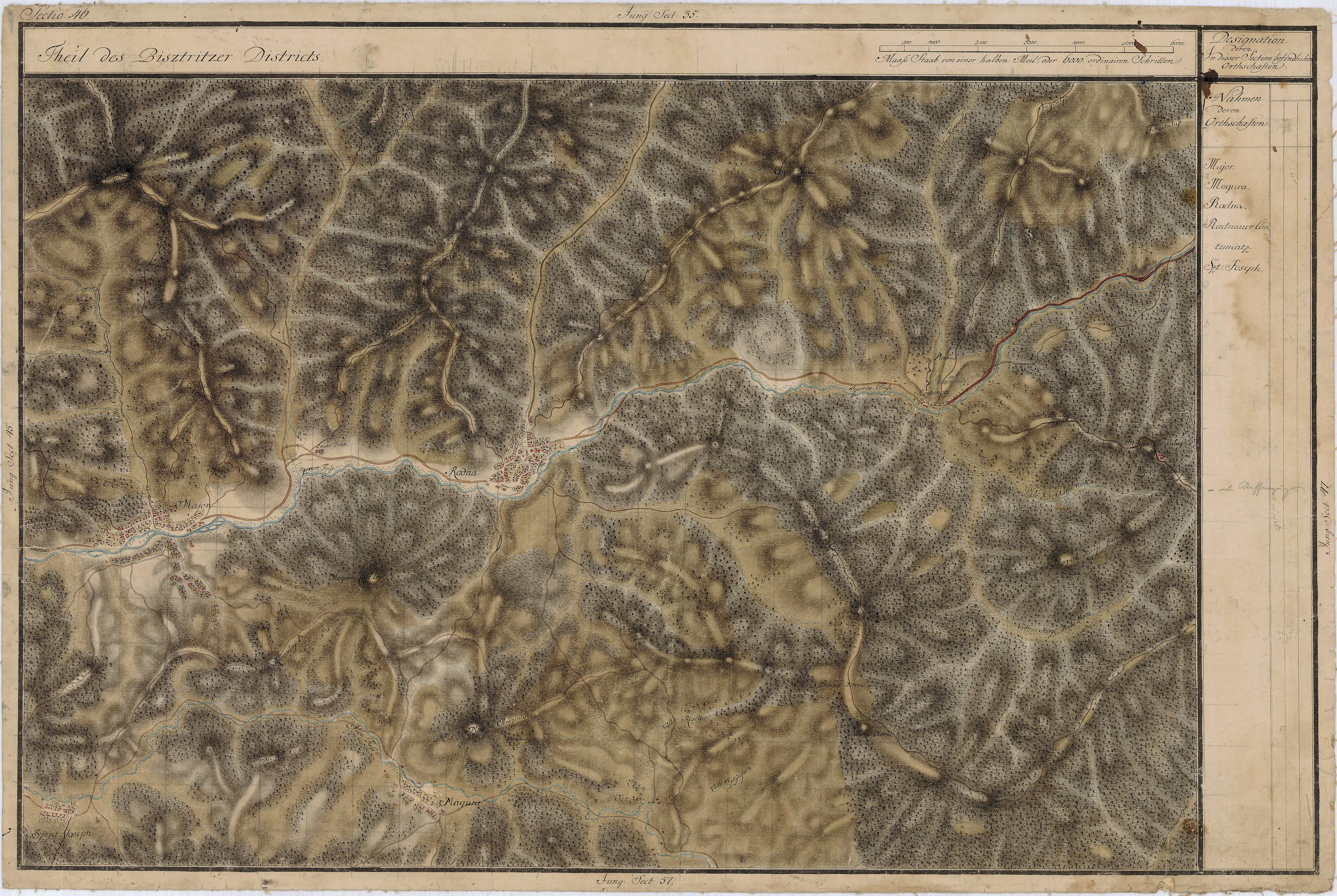
Rodna in der Josephinischen Landaufnahme von 1769 bis 1773
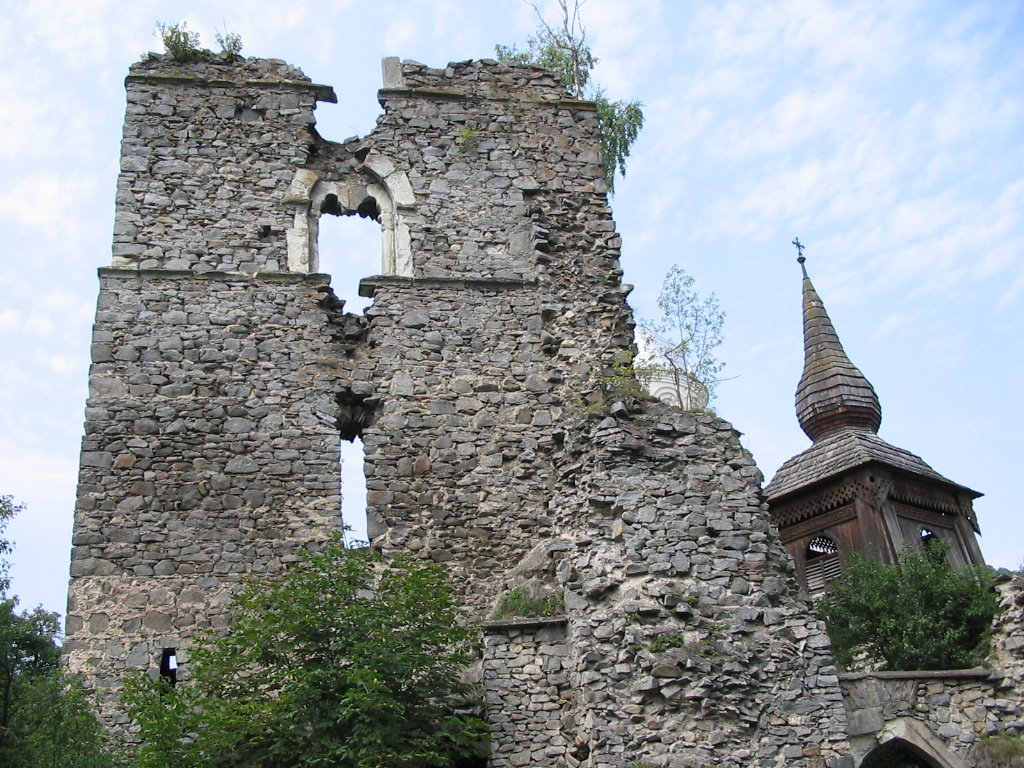
Ruine mit Fensterresten
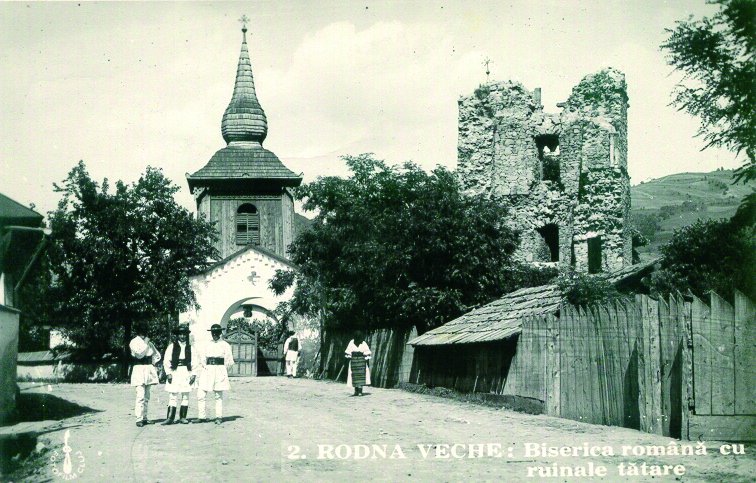
Ruine der Basilika und Kirchturm der alten rum. Kirche
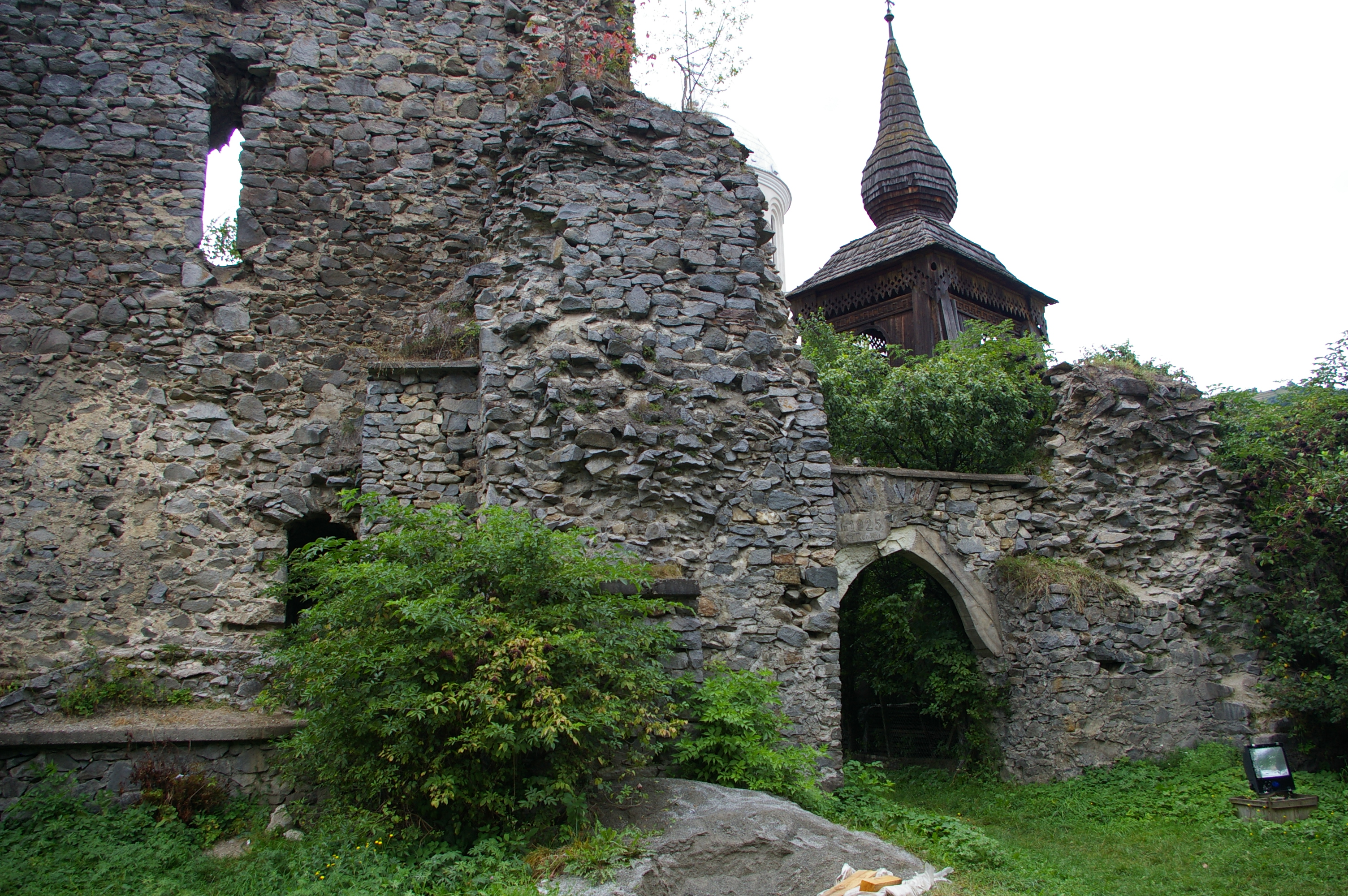
Ruine der Basilika mit altem Eingang
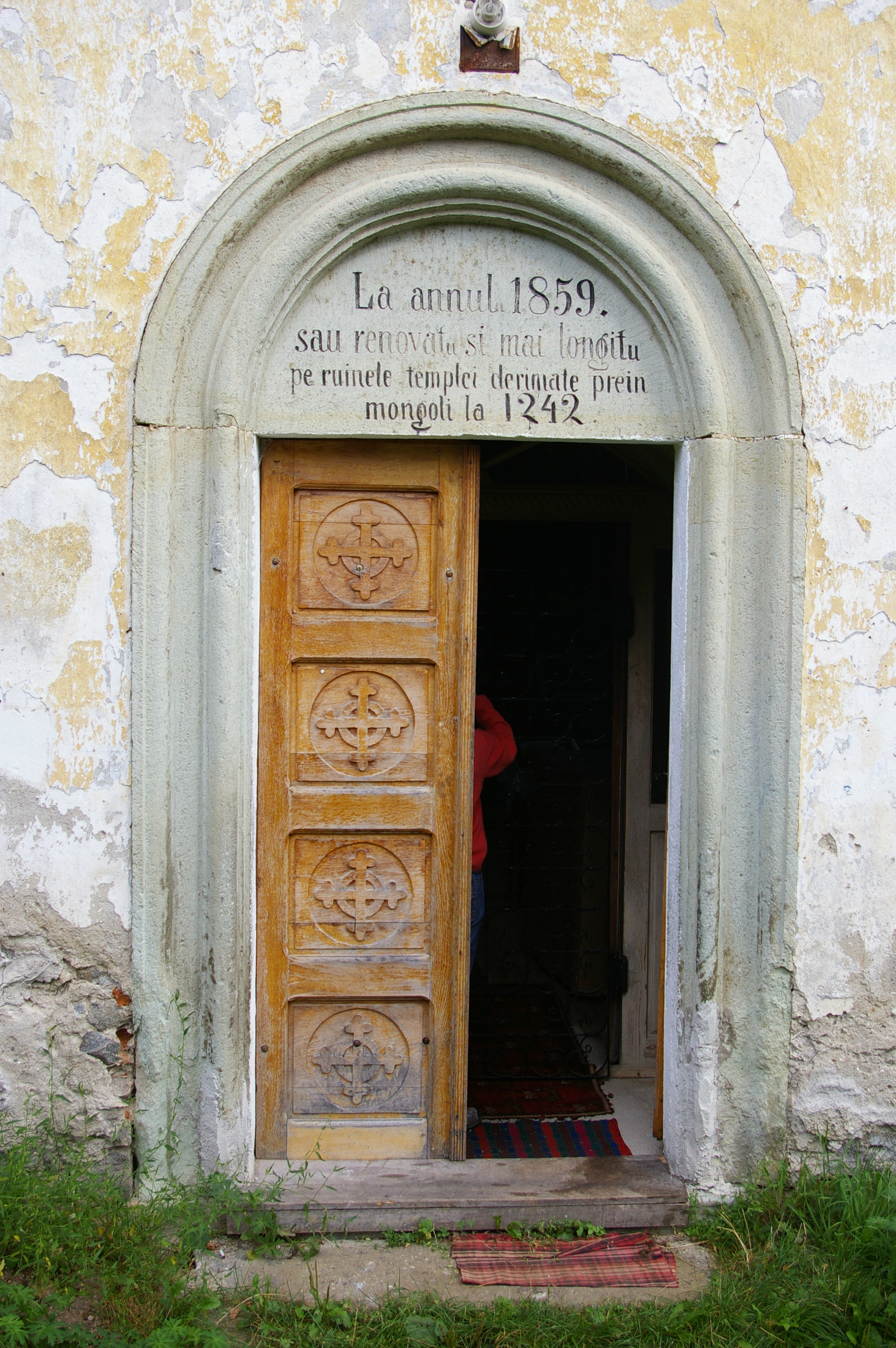
Eingang zur heutigen Kirche